# Nodocepheus cerebralis
Nodocepheus cerebralis är en kvalsterart som beskrevs av Sandór Mahunka 1980. Nodocepheus cerebralis ingår i släktet Nodocepheus och familjen Nodocepheidae. Inga underarter finns listade i Catalogue of Life.